# Johannes Christophorus Pfleger
Johannes Christophorus Pfleger (getauft am 14. Februar 1602 in Radolfzell; † 20. März 1674 ebenda) war ein deutscher Orgelbauer und Musikinstrumentenbauer. Seine 1661 für die Loreto-Kapelle in Stockach geschaffene Orgel ist heute die älteste noch bespielbare Orgel in Baden.

## Leben
Pfleger wohnte eine Zeit lang vermutlich als Einwohner ohne Bürgerrecht in Bremgarten. Er wurde 1643 als «Pate» in Bremgarten und am 3. Februar 1647 als «Orgelbauer zu Bremgarten» in den Akten des Klosters Muri urkundlich erwähnt. Er war vermutlich der Nachfolger von Thomas Schott und führte diverse Arbeiten im süddeutschen Raum aus.
Ein von Pfleger geschaffenes Regal, das 1975 durch den Orgelbauer Bernhardt Edskes (Wohlen AG) restauriert wurde, befindet sich heute in der städtischen Sammlung alter Musikinstrumente im Richard-Wagner-Museum in Tribschen.
Die von Pfleger im Jahr 1661 für die Loreto-Kapelle in Stockach geschaffene Orgel ist heute die älteste noch bespielbare Orgel in Baden. Dieses mehr als 350 Jahre alte Instrument wurde zuletzt von 2009 bis 2011 von der Bonner Fa. Orgelbau Klais aufwändig restauriert. Eine von Pfleger's ersten Arbeiten war die erste Orgel des Frauenklosters St. Klara zu Stans.